# ساغا نيال

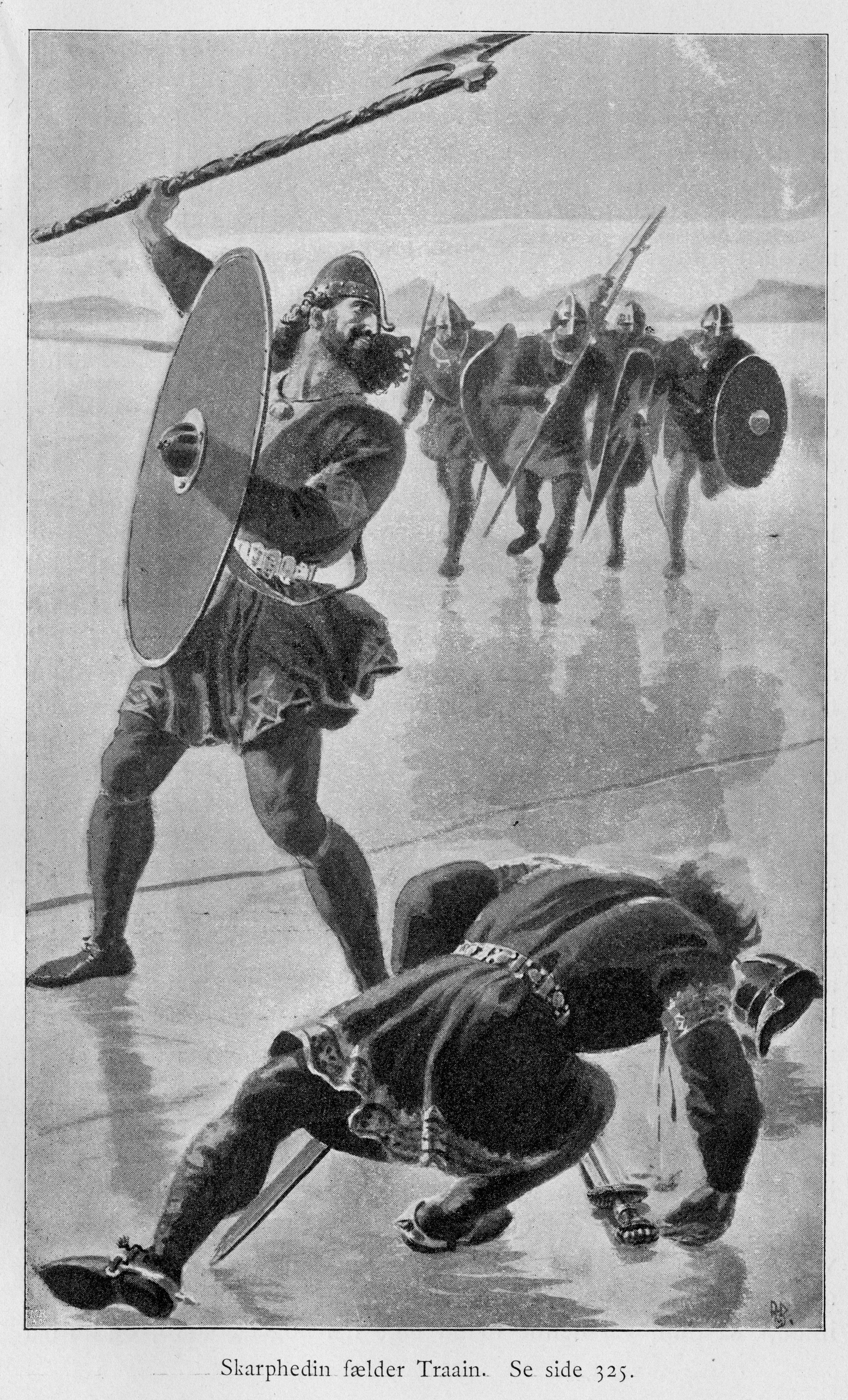
ابن نيال وهو يقتل ثراون (Þráinn) على الجليد. يُلاحظ بصورة بارزة ذكر كثير من العداوات العائلية في ساغا (ملحمة) نيال.

ساغا نيال أو ملحمة نيال (بالآيسلندية: Njáls saga) هي ساغا (ملحمة) آيسلندية تعود للقرن الثالث عشر تصف أحداثاً وقعت بين 960 حتى سنة 1020. الشخصيات الرئيسية هي أصدقاء نيال ثورغيرسون، واسم نيال (Njáls) هو من أصل غايلي.
تتناول الملحمة عملية من النزاعات الدموية في الكومنويلث الآيسلندي، وتبين كيف يمكن لمتطلبات الشرف أن تؤدي إلى إهانات صغيرة تتصاعد إلى إراقة دماء مدمِّرة ومطولة. الإهانات التي تكون فيها رجولة الشخص محل تساؤل هي أمر بارز بشكل خاص وقد تعكس مؤلفًا ينتقد النظرة المثالية المفرطة للرجولة. من السمات الأخرى للسرد وجود التباشير والأحلام النبوية. من المثير للجدل ما إذا كان ذلك يعكس وجهة نظرة الكاتب وإيمانه بالقضاء والقدر.
الشخصيات الرئيسية في الملحمة هم الأصدقاء نيال ثورغيرسون، وهو محام وشخص عاقل، وغونار هادموندرينشن، محارب ممتاز. تحرّض زوجة غونار على عداءٍ يؤدي إلى وفاة شخصيات عديدة على مدى عدة عقود، بما في ذلك مقتل نيال المحترق «الذي سمّيت الملحمة باسمه» عن طريق إطلاق النار.
يُعد العمل مجهول الهوية، رغم وجود تكهنات واسعة النطاق بشأن هوية المؤلف. ربما وُصِفَت الأحداث الرئيسية في الملحمة بأنها تاريخية، ولكن المؤلف شكّل المادة، مُعتمداً على التقاليد الشفهية، وُفقًا لاحتياجاته الفنية. تُعد ملحمة نيال أطول وأكثر ملحمة تطورية في ملاحم الأيسلنديين. تعتبر غالبًا ذروة تقليد الملحمة.

## معنى كلمة ساغا
ساغا باللغة الإنجليزية SAGA تعني القصة المتعلقة بالنثر يقوم فيها الكاتب بتخيل ماضيه والاحداث التي مرت عليه مسبقا ليعيد تشكيلها لتكون اقرب إلى الرواية التاريخية، ولهذه التسمية صلة ببعض الكلمات في اللغة الجرمانية SAGE,SAY,SAGA التي تعني ما يقال أو ما يحكى وهذا ما يدل على الدور الذي يلعبه التراث في هذا النوع من الروايات

## التأليف والمصادر
ملحمة نيال، مثلها مثل بقية ملاحم الأيسلنديين، مجهولة الهوية. ولكن هناك العديد من النظريات حول مؤلف هذه الملحمة. أقدم فكرة وُثقت في مطلع القرن السابع عشر عن أن سيموندر فروتي كتب هذا العمل. من بين المؤلفين المقترحين الآخرين أبناء سيموندر، وجون لوفتسون، وسنوري ستورلوسون، وإينارر جيلسون، وبراندر جونسون وثيوفاردري ثيورينسسون.
يُعتقد الآن أن الملحمة قد تشكلت في الفترة من 1270 إلى 1290. من بين المصادر المكتوبة التي يحتمل أن يكون المؤلف استخدمها ملحمة لاكسديلا، وملحمة اييربيغجا وملحمة لوجوسفيتنغا فضلًا عن الملاحم المفقودة ملحمة برجانس وملحمة جوكس تراندلسونار. مع ذلك، وَجب على المؤلف أن يستمد الجزء الأكبر من المادة في الملحمة من التقليد الشفوي الذي تلاعب به لأغراض فنية خاصة به. تفاوتت الآراء حول تاريخ الملحمة تفاوتًا كبيرًا، من الخيال البحت إلى الحقيقة الحرفية إلى أي عدد من الآراء الدقيقة. يمكن اعتبار بشكل مؤكد أن نيال وغونار كانا شخصين حقيقيين وأن موتهم المشؤوم يُشار إليه في مصادر أخرى. قال غابرييل تورفيل - بيتر: «لم يكن غرض المؤلف هو كتابة عمل تاريخي، بل استخدام موضوع تاريخي لملحمة في النثر».

## مواضيع
تستكشف ملحمة نيال عواقب الانتقام دفاعًا عن شرف الأسرة من خلال التعامل مع الثأر على نحو خمسين عامًا. تبين الملحمة كيف يمكن حتى للناس ذوي القيمة أن يدمروا أنفسهم بالنزاعات، وتظهر التوتر في الكومنويلث الأيسلندي الذي أدى في نهاية المطاف إلى تدمير نفسه. أي إهانة لشرف المرء لا بد وأن تُثأر: ففي بعض الأحيان يشتمل هذا على إهانات قد تبدو تافهة بالنسبة للقُرّاء الآن. يقول ماغنوس ماغنوسن: «مثيرة للشفقة قليلًا، الآن، أن يُقرأ مدى ضعف هؤلاء الرجال في الاستجابة لنداءات شرفهم؛ وكان من السهل جدًا حثّهم على الانتقام بسبب شكّهم بأنهم تعرضوا للإهانة».
الإهانات التي تنطوي على رجولة الشخصية بارزة بشكل خاص في الملحمة. إذ يُشار إلى افتقار نيال إلى اللحية مرارًا وتكرارًا ويستخدمها معارضوه في التشكيك في رجوليته. مثال آخر، من بين العديد من الأمثلة، هو عندما تعتبر هدية الثياب الحريرية إهانة من قِبَل فلوسي ويتفكك نتيجةً لذلك الاستقرار الذي اكتُسب بشق الأنفس. زعم آرمان جاكوبسون أنه «من الصعب العثور على رجل ذي رجولة غير سريعة التأثّر بالنقد» وأن ملحمة نيال تنتقد فكرة المجتمع الكاره للنساء بإظهار أن الذكورية المثالية قد تكون تقييدية إلى الحدّ الذي قد يجعلها استبدادية على الرجال ومدمرة للمجتمع.
تحتل الطوالع والأحلام التنبؤية والبصيرة الخارقة للطبيعة مكانًا بارزًا في ملحمة نيال. يُعد دور القدر -لا سيما الإيمان بالقضاء والقدر- موضع خلافٍ. زعم هالدور لاكنيس أنّ الملحمة أوّلًا هي كتاب حول الإيمان بالقضاء والقدر متأصلةً في الوثنية الإسكندنافية. وفي رأيه أن مسار الأحداث مُقدَّر مسبقًا منذ اللحظة التي رأى فيها هريتر عيون اللصوص في ابن أخيه وحتى اكتمل الثأر لحرق نيال في الجنوب الشرقي في ويلز. وبهذه الطريقة، اعتقد لاكنيس أن ملحمة نيال تشهد على وجود «روح وثنية قوية جداً»، مُعاكسة للمسيحية، في آيسلندا في القرن الثالث عشر. وقد كتب ماجنوس ماغنوسون: «إن هذا العمل يجتاحه تيار أقل قوة من المصير»، وأن نيال يخوض «صراعًا ضاريًا لتغيير مساره» ولكنه مع ذلك «ليس قدريًا بالمعنى الوثني». بينما يرفض ثورستين جيلفاشون فكرة وجود أي إيمان بالقضاء والقدر في ملحمة نيال، بحجة عدم وجود خطة عدائية خارقة للطبيعة تخضع لها شخصياتها.

## ما تتضمنه الساغا
تعود الأحداث التي ترويها الساغا إلى موضوعات
تاريخية، قد تكون حدثت في النروج وإيسلندا ما بين القرن التاسع والقرن الحادي عشر
الميلاديين. وهي تعالج تلك الأحداث بحيث تغطي مدة طويلة من الزمن وأجيالاً متعاقبة
من عائلة واحدة أو سلسلة من الحكّام والشخصيات الاستثنائية، وتعطي صورة تفصيلية عن
حياة الشعوب الجرمانية في تلك الحقبة من تاريخها ومن هنا أهميتها. وقد طُورت الساغا،
بتفرعاتها التاريخية والأسطورية والرومنسية، في إيسلندا أكثر من أي مكان آخر،
وامتد عصرها الذهبي بين أعوام 930ـ1050م ودُونت بين أعوام 1190ـ1320م.

## مزيد من القراءة
1. ↑  وصلة مرجع: https://is.wikisource.org/wiki/Brennu-Nj%C3%A1ls_saga/1.
2. ↑  "معلومات عن ساغا نيال على موقع d-nb.info". d-nb.info. مؤرشف من الأصل في 2019-12-07.
3. ↑  "معلومات عن ساغا نيال على موقع britannica.com". britannica.com. مؤرشف من الأصل في 2017-04-03.
4. ↑  Ármann Jakobsson 2007:214.
5. ↑  "Njál´s Saga Centre". sagatrail.is. مؤرشف من الأصل في 2019-07-02. اطلع عليه بتاريخ 2019-11-01.
6. ↑  Vésteinn Ólason 2006:134.
7. ↑  Einar Ól. Sveinsson 2010 [1954]:CVII-CXII.
8. ↑  Vésteinn Ólason 2006:141.
9. ↑  Magnusson 1987 [1960]:26.
10. ↑  Magnusson 1987 [1960]:16.
11. ↑  Ármann Jakobsson 2007:193.
12. ↑  Icelandic "mjög sterkur heiðinglegur andi".

## وصلات خارجية
- نص آيسلندي مُحدّث مع ترجمات للغات عدة على قاعدة بيانات الملاحم الآيسلندية (بالإنجليزية)
- ترجمة إنجليزية على الإنترنت ضمن نطاق الملكية العامة لساغا (ملحمة) نيال (بالإنجليزية)